# Army of Love
Army of Love este primul disc single promovat de pe cel de-al doilea album de studio al cântăreței estoniene Kerli, care urmează să fie lansat în prima parte a anului 2011. Aparținând noului stil muzical numit „Bubble Goth” (creat de Kerli), piesa a beneficiat de un videoclip și a primit reacții favorabile din partea presei online.